# Малиновський Олександр (священник)
Олександр Малиновський (12 січня 1889, Жуків — 18 листопада 1957, Бредфорд) — священник, церковний і громадський діяч, член УГВР.

## Життєпис

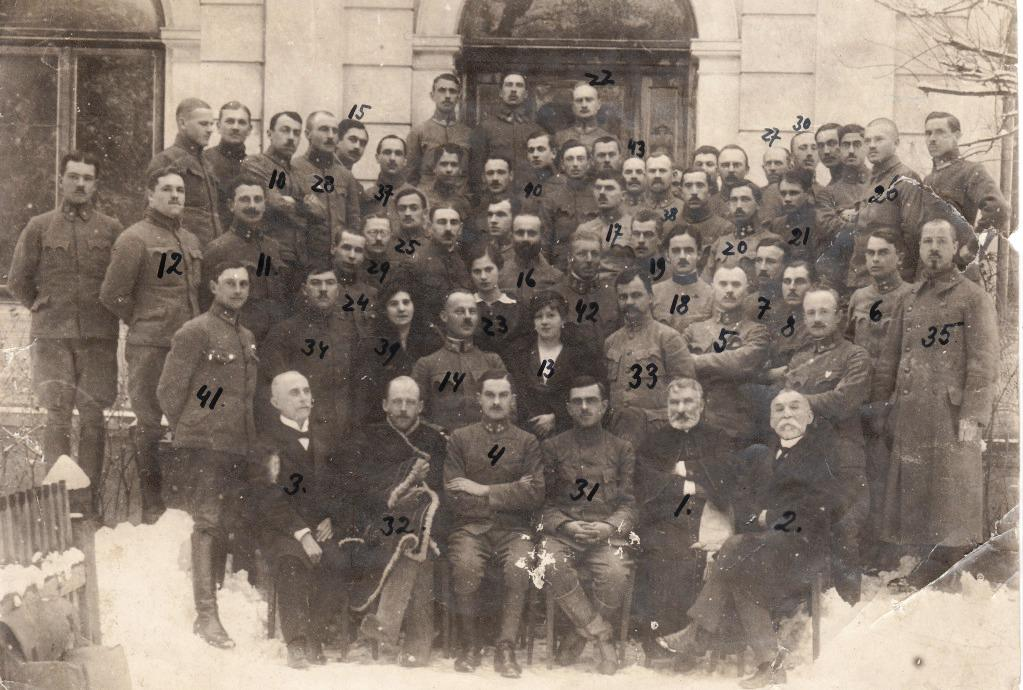
Діячі ЗУНР у Золочівському повіті, 1919. Цифрами на фото позначені: 1. о. Стефан Юрик 2. Михайло Балтарович 3. Гнат Дзерович 4. Ілля Цьокан 5. Теодор Ваньо 6. Пор. Юрій Жмур 7. Йосафат Фешур; між 6 і 8 Василь Пачовський 10. Пор. Мирон Дольницький 11. Олександр Малиновський 12. Петро Вовк 14.от. Северин Лещiй 16. сот. Мирослав Янович 18. Кравс 19. Рудольф Фірер 23. Скобельська Анна 24. Пор. Теодор Дацків 25. Білач 26. Василь Сірко 27 Михайло Павлюк 29. сот. Іван Сітницький 30. Ольшанецький 31. Олександр Шаповал 32. Микола Какурін 33. Григорій Сиротенко 42. Гребенц. Зліва від № 40 Парнас Яків

Народився в сім'ї священника Івана Малиновського, пароха парафій в селах Жуків та Кропивна Золочівського повіту та Валерії Перфецької.
Навчався у Перемиській чоловічій гімназії та правничому факультеті Львівського університету.
Після навчання відбув однорічну добровільну службу в австрійській армії, звідки повернувся в старшинському ранзі.
У 1912 році під час Першої Балканської війни призваний до війська і направлений до австрійського прикордоння до Боснії.
В 1914 році знову мобілізований до армії та скерований на фронт, як старшина (поручник, пізніше - старший поручник) 80 полку піхоти.
Під час визвольних змагань - сотник УГА. Був комендантом залоги в повітовому місті Золочів.
Душпастирська праця:
У 1925 році сотрудник, в 1926-1932 роках - перфект у місті Золочів.
1932 - 1939 — віце-ректор Львівської греко-католицької семінарії.
1937-1939 - ректор Християнського інтернату у Львові.
У 1932 році іменований радником митрополичої капітули.
У 1939 році спрямований митрополитом Андреєм Шептицьким на Лемківщину для проведення реєстрації речей музейної вартості в греко-католицьких храмах.
В 1941—1945 — апостольський адміністратор Лемківщини.
11 — 15 липня 1944 року поблизу сіл Недільна та Сприня на Самбірщині відбулися Установчі збори Української Головної Визвольної Ради — підпільного парламенту і уряду України, в яких О. Малиновський не зміг взяти участі, але був обраний членом УГВР.
На еміграції (за допомогою УПА перебрався на Захід) — ректор Української Католицької Духовної Семінарії у Німеччині.
з 1950 — Генеральний вікарій УГКЦ у Великій Британії. На цьому місці служіння о. О. Малиновський замінив хворого о. Володимира Маланчука, редемпториста.
Помер у місті Братфорд (Англія), похований на лондонському кладовищі Кенсінґтон.